# Khairābād (ort i Indien)
Khairābād är en ort i Indien.   Den ligger i distriktet Sītāpur och delstaten Uttar Pradesh, i den norra delen av landet, 400 km öster om huvudstaden New Delhi. Khairābād ligger 140 meter över havet och antalet invånare är 42 125.
Terrängen runt Khairābād är mycket platt. Runt Khairābād är det tätbefolkat, med 709 invånare per kvadratkilometer. Närmaste större samhälle är Sītāpur, 8,1 km nordväst om Khairābād. Trakten runt Khairābād består till största delen av jordbruksmark.